# Piraña (cómic)
Piraña es un supervillano ficticio que aparece en los cómics estadounidenses publicados por Marvel Comics.

## Historial de publicaciones
El personaje apareció por primera vez en Sub-Mariner #70 (mayo de 1974) y fue creado por Marv Wolfman y George Tuska.

## Biografía ficticia
La Piraña fue creada como resultado de los experimentos del Dr. Lemuel Dorcas, habiendo estado expuesta a la radiación restante del trabajo anterior de Dorcas. Después de devorar a los asistentes fallecidos de Dorcas y evolucionar de una piraña normal a una piraña humanoide, ordenó que otros peces entraran en la radiación, creando más Hombres-Pez. Piraña y sus Hombres-Pez viajaron a Hydro-Base con la esperanza de investigar más sobre el trabajo de Dorcas allí. Ellos siguieron a Namor y lo atacaron. Durante la pelea, Piraña resultó herido y su sangre atrajo a sus pirañas, que se volvieron contra él y lo devoraron.
Estas pirañas que se comieron la Piraña original evolucionaron hasta convertirse en versiones idénticas de la original, llegando finalmente a cientos. Más tarde capturaron a Namor y la Mole, obligándolos a luchar hasta la muerte. En cambio, los dos combatientes lograron aplastar el estadio submarino en el que lucharon y aplastaron a todas las pirañas.
La Piraña original finalmente se regeneró y se unió a los de Profundidad Seis junto a Nagala, Orka, Sea Urchin y Tiburón Tigre mientras Attuma se había apoderado del trono de Atlantis. Profundidad Seis defendió el trono de Attuma del príncipe invasor Namor y Los Defensores dos veces, pero perdió ante los Defensores la segunda vez.
Después de Marvel Zombies 3, la cabeza del zombi Deadpool fue teletransportada al fondo del océano junto con el Zombie (Simon Garth). La cabeza de Zombie Deadpool infectó a Piraña y a todos los Hombres-Pez con la plaga zombi. Cuando los Hombres-Pez atacaron un crucero, llegaron los nuevos Hijos de la Medianoche y los destruyeron. Mientras los Hijos de la Medianoche exploraban el barco, Piraña, ahora zombificada, los atacó. Daimon Hellstrom hace que el barco explote, destruyendo a todos los Hombres-Pez. El destino de Piraña no se muestra.

## Poderes y habilidades
La Piraña era una piraña normal mutada por la radiación en un ser semihumanoide con inteligencia subhumana. La Piraña tenía un físico sobrehumano, dientes que eran lo suficientemente fuertes y afilados como para penetrar la piel de Namor,garras que eran igualmente incisivas y que se hacían más letales por el veneno que inducía al sueño que generaban y el poder de controlar telepáticamente a otros peces.Piraña podría aumentar su intelecto consumiendo los restos de cualquier persona con la que se encontrara, agregando efectivamente su conocimiento, recuerdos y perspicacia a los suyos. La criatura también cuenta con un factor de curación regenerativo lo suficientemente poderoso como para restaurarlo físicamente incluso después de ser devorado por sus propios Hombres-Pez,pero no fue lo suficientemente poderoso como para evitar su reanimación. Después de ser zombificada por un Headpool necrolizado, Piraña se convirtió en un zombi con un apetito muy aumentado.
Además de la capacidad estándar de propagar la plaga zombi mediante contacto físico; ei mordiendo y rascando como había hecho con su hombre-pez piraña.Piraña adquirió una capacidad parasitaria para reproducirse y dar a luz bancos de clones de peces-hombres zombis de sí misma como huevos en huéspedes humanos sanos, así como para autodesovar sin la necesidad de un ciclo de apareamiento.